# Mistænkt (tv-serie)
 For alternative betydninger, se Mistænkt. (Se også artikler, som begynder med Mistænkt)
Mistænkt (engelsk: Prime Suspect) er en prisvindende engelsk tv-serie med Helen Mirren i hovedrollen som kriminalinspektør (senere kriminalkommissær) Jane Tennison. Serien er skabt af Lynda La Plante og består af en række kriminalsager, der skal opklares af Jane Tennison. Undervejs i serien får Tennison større og større problemer med at skabe balance mellem sit job og sit privatliv, og hun er mod seriens slutning tæt på at gå i hundene på grund af et alkoholproblem.
Serien har været vist flere gange i dansk tv på DR, hvor hver sæson fungerer som miniserie på to-tre afsnit.

## Sæsonerne

### Sæson 1
Tennison får for første gang chancen for at stå i spidsen for en mordundersøgelse, men nogle mandlige kolleger forsøger at nedgøre hende på grund af hendes køn. Da hun fanger morderen, opnår hun dog respekt fra mændene.
Blandt gæsteskuespillerne kan nævnes Ralph Fiennes og Tom Wilkinson. Serien blev udsendt første gang i 1991 i Storbritannien. Sæsonen er samlet 207 minutter lang.

### Sæson 2
Tennison skal i denne sæson opklare mord i et afro-caribisk område i London. Hun må være forsigtig for ikke at puste til raceuroligheder.
Sæsonen blev udsendt i 1992 i Storbritannien og vandt en Emmy for bedste miniserie.

### Sæson 3
Tennison arbejder her i sædelighedspolitiet, der efterforsker en sag om en myrdet trækkerdreng, hvilket leder mod børnepornografi og -prostitution.
Sæsonen blev udsendt i 1994 i Storbritannien, og også denne sæson vandt en Emmy for bedste miniserie.

### Sæson 4
I denne sæson forfremmes Tennison til kriminalkommissær, og serien består af tre selvstændige mordgåder. I den første er et barn dødt, og sporene peger mod en mand, der er tidligere straffet for børnemishandling. I den anden er lederen af en sportsklub død, og omstændighederne skal opklares. I den tredje bliver sagen fra sæson 1 genåbnet, da en række mord minder om denne sag.
Sæsonen blev udsendt i 1995 i Storbritannien, og den indbragte Helen Mirren en Emmy for bedste kvindelige hovedrolle i en miniserie.

### Sæson 5
Denne sæson foregår mest i Manchester, hvor en narkohandler er blevet myrdet. Tennison er overbevist om, at en lokal bandeleder står bag.
Sæsonen blev udsendt i 1996 i Storbritannien, og den vandt en Emmy for bedste miniserie.

### Sæson 6
Tennison er ved at gå i hundene og presses for at trække sig fra sin post. Hun holder dog stand og undersøger mordet på en bosnisk flygtning, hvilket graver op i krigsforbrydelser fra Balkankrigen.
Sæsonen blev udsendt i 2003 i Storbritannien.

### Sæson 7 (Sidste akt)
Tennison har problemer med sin alkoholisme og sin fars død, men får også tid til at opklare mordet på en teenagepige, inden hun trækker sig tilbage.
Sæsonen blev udsendt i 2006 i Storbritannien og modtog hele tre Emmy'er: Helen Mirren for bedste kvindelige hovedrolle samt manuskript og instruktion – alle for miniserier.